# Barakat Oyinlomo Quadre
Barakat Oyinlomo Quadre (* 1. Mai 2003) ist eine nigerianische Tennisspielerin.

## Karriere
Quadre begann mit vier Jahren das Tennisspielen und spielt vor allem auf der ITF Women’s World Tennis Tour, wo sie aber noch keinen Titel gewinnen konnte.
2019 nahm sie an den Afrikaspielen teil, wo sie im Dameneinzel das Viertelfinale erreichte. Im Mannschaftswettbewerb und im Doppel gewann sie die Bronzemedaille.
Seit 2021 tritt Quadre für die Nigerianische Billie-Jean-King-Cup-Mannschaft an. Bei bislang vier Begegnungen konnte sie von sieben Spielen vier gewinnen, davon je zwei Einzel und Doppel.

## College Tennis
Ab der Saison 2022/23 wird Quadre für die Golden Panthers der Florida International University (FIU) antreten.